# Royal Institution Christmas Lectures

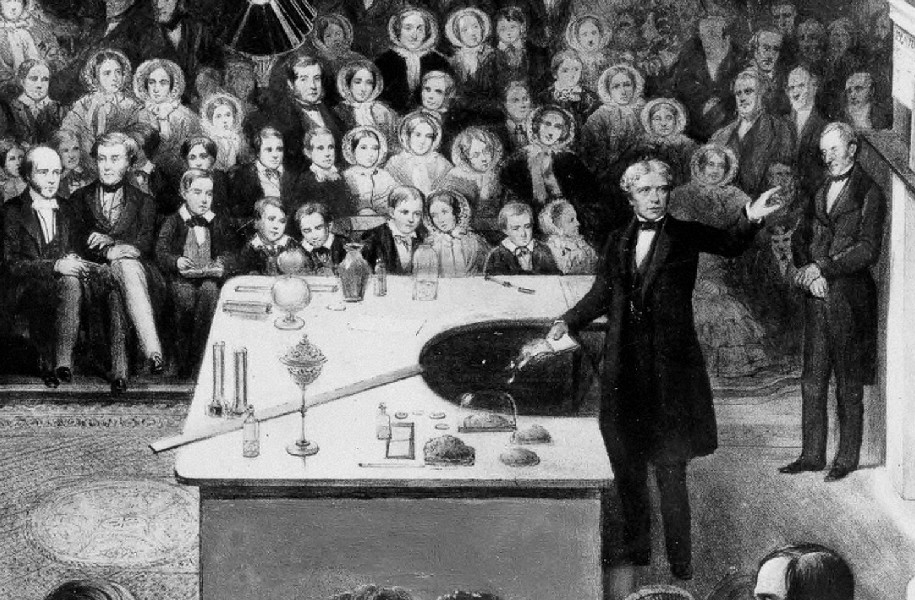
Michael Faraday en una de las conferencias. Ca. 1856.

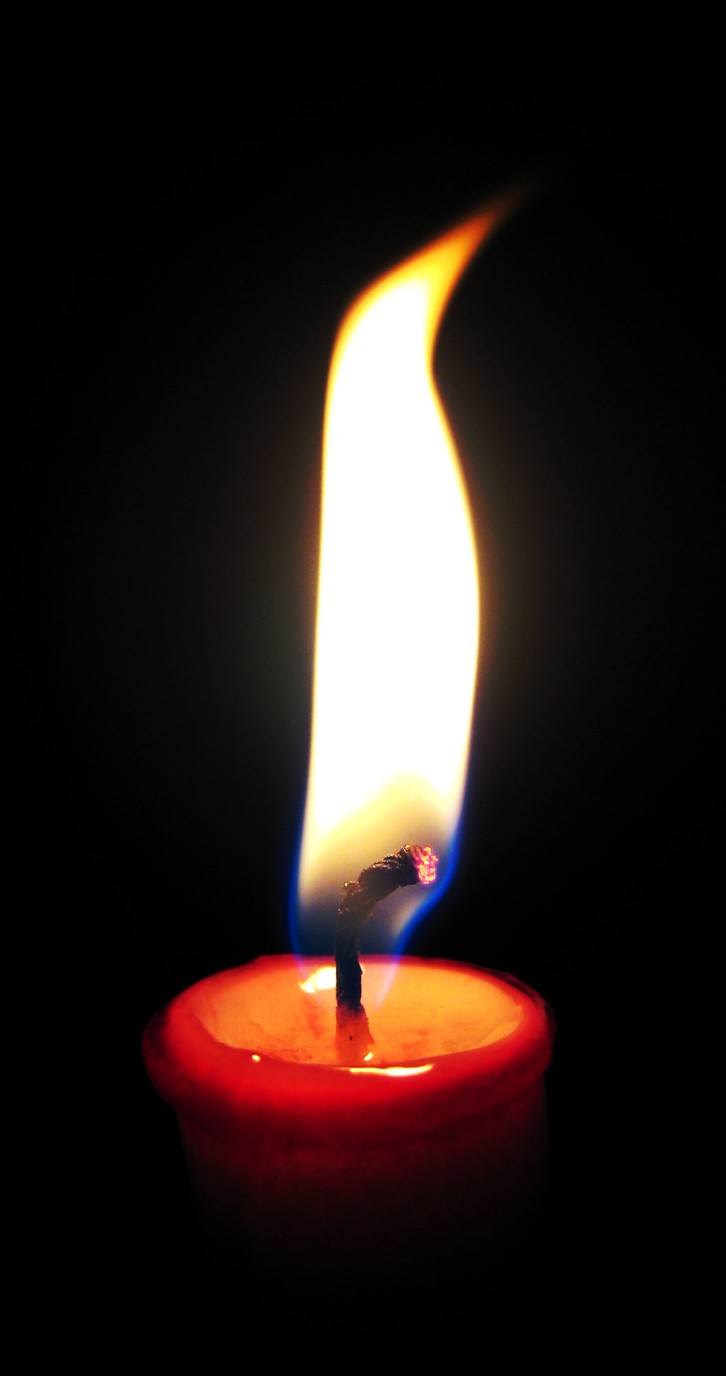
Una imagen con acercamiento a una vela mostrando la mecha y las demás partes de la llama; Michael Faraday dio una conferencia sobre "La historia química de una vela".

Las Conferencias Navideñas de la Royal Institution son una serie de conferencias sobre un solo tema, que han tenido lugar en la RI en Londres cada año desde 1825. Las conferencias presentan temas científicos a una audiencia general, incluyendo jóvenes, en una forma informativa y entretenida. Michael Faraday inició la primera serie de Conferencias de Navidad en 1825. Esto llegó en un momento en el que la educación organizada para jóvenes era escasa. Faraday presentó un total de diecinueve series.
Las Conferencias Navideñas han continuado anualmente desde 1825, sólo interrumpidas durante la Segunda Guerra Mundial. Algunos científicos que han dado conferencias incluyen a la Baronesa Susan Greenfield (la exdirectora de la Royal Institution), el naturalista Sir David Attenborough, el astrónomo Carl Sagan, el biólogo Richard Dawkins y el ganador del premio Nobel George Porter

## Televisión
Las conferencias han sido transmitidas por televisión desde 1966. Fueron emitidas en BBC Two de 1966 a 1999, en Channel 4 (Canal Cuatro) de 2000 a 2004, en Channel 5 (Canal Cinco) de 2005 a 2008 y en More 4 en 2009. Las conferencias de 2010 fueron emitidas en BBC Four a las 8:00pm el martes 27, miércoles 28 y jueves 29 de diciembre.

## Lista de las Conferencias Navideñas
La siguiente es una lista completa de las Conferencias Navideñas hasta diciembre del 2013:
| Año       | Conferencista(s)                                                                      | Título de la serie                                              |
| --------- | ------------------------------------------------------------------------------------- | --------------------------------------------------------------- |
| 1825      | John Millington                                                                       | Filosofía natural                                               |
| 1826      | J. Wallis                                                                             | Astronomía                                                      |
| 1827      | Michael Faraday                                                                       | Química                                                         |
| 1828      | J. Wood                                                                               | Arquitectura                                                    |
| 1829      | Michael Faraday                                                                       | Electricidad                                                    |
| 1830      | Thomas Webster                                                                        | Geología                                                        |
| 1831      | James Rennie                                                                          | Zoología                                                        |
| 1832      | Michael Faraday                                                                       | Química                                                         |
| 1833      | John Lindley                                                                          | Botánica                                                        |
| 1834      | William Thomas Brande                                                                 | Química                                                         |
| 1835      | Michael Faraday                                                                       | Electricidad                                                    |
| 1836      | William Thomas Brande                                                                 | Química de los gases                                            |
| 1837      | Michael Faraday                                                                       | Química                                                         |
| 1838      | J. Wallis                                                                             | Astronomía                                                      |
| 1839      | William Thomas Brande                                                                 | La química de la atmósfera y el océano                          |
| 1840      | John Frederic Daniell                                                                 | Los primeros principios de la electricidad de Benjamin Franklin |
| 1841      | Michael Faraday                                                                       | Los rudimentos de la química                                    |
| 1842      | William Thomas Brande                                                                 | La química de los elementos no metálicos                        |
| 1843      | Michael Faraday                                                                       | Los primeros principios de la electricidad                      |
| 1844      | William Thomas Brande                                                                 | La química de los gases                                         |
| 1845      | Michael Faraday                                                                       | Los rudimentos de la química                                    |
| 1846      | J. Wallis                                                                             | Los rudimentos de la astronomía                                 |
| 1847      | William Thomas Brande                                                                 | Los elementos de la química orgánica                            |
| 1848      | Michael Faraday                                                                       | La historia química de una vela                                 |
| 1849      | Robert Walker                                                                         | Las propiedades de la materia y las leyes del movimiento        |
| 1850      | William Thomas Brande                                                                 | La química del carbón                                           |
| 1851      | Michael Faraday                                                                       | Fuerzas de atracción                                            |
| 1852      | Michael Faraday                                                                       | Química                                                         |
| 1853      | Michael Faraday                                                                       | Electricidad voltaica                                           |
| 1854      | Michael Faraday                                                                       | La química de la combustión                                     |
| 1855      | Michael Faraday                                                                       | Las propiedades distintivas de los metales comunes              |
| 1856      | Michael Faraday                                                                       | Fuerzas de atracción                                            |
| 1857      | Michael Faraday                                                                       | Electricidad estática                                           |
| 1858      | Michael Faraday                                                                       | Las propiedades metálicas                                       |
| 1859      | Michael Faraday                                                                       | Las varias fuerzas de la materia y las relaciones entre ellas   |
| 1860      | Michael Faraday                                                                       | La historia química de una vela                                 |
| 1861      | John Tyndall                                                                          | Luz                                                             |
| 1862      | Edward Frankland                                                                      | Aire y agua                                                     |
| 1863      | John Tyndall                                                                          | Electricidad en reposo y electricidad en movimiento             |
| 1864      | Edward Frankland                                                                      | La química del carbón                                           |
| 1865      | John Tyndall                                                                          | Sonido                                                          |
| 1866      | Edward Frankland                                                                      | La química de los gases                                         |
| 1867      | John Tyndall                                                                          | Calor y frío                                                    |
| 1868      | William Odling                                                                        | Los cambios químicos del carbono                                |
| 1869      | John Tyndall                                                                          | Luz                                                             |
| 1870      | William Odling                                                                        | Quemar y no quemar                                              |
| 1871      | John Tyndall                                                                          | Hielo, agua, vapor y aire                                       |
| 1872      | William Odling                                                                        | Aire y gas                                                      |
| 1873      | John Tyndall                                                                          | El movimiento y sensación del sonido                            |
| 1874      | John Hall Gladstone                                                                   | La Batería voltaica                                             |
| 1875      | John Tyndall                                                                          | Electricidad experimental                                       |
| 1876      | John Hall Gladstone                                                                   | La química del fuego                                            |
| 1877      | John Tyndall                                                                          | Calor, visible e invisible                                      |
| 1878      | James Dewar                                                                           | Una burbuja de jabón                                            |
| 1879      | John Tyndall                                                                          | Agua y aire                                                     |
| 1880      | James Dewar                                                                           | Átomos                                                          |
| 1881      | Robert Stawell Ball                                                                   | El Sol, la Luna y los planetas                                  |
| 1882      | John Tyndall                                                                          | Luz y el ojo                                                    |
| 1883      | James Dewar                                                                           | La alquimia en relación con la ciencia moderna                  |
| 1884      | John Tyndall                                                                          | Las fuentes de la electricidad                                  |
| 1885      | James Dewar                                                                           | La historia de un meteorito                                     |
| 1886      | James Dewar                                                                           | La química de la luz y la fotografía                            |
| 1887      | Robert Stawell Ball                                                                   | Astronomía                                                      |
| 1888      | James Dewar                                                                           | Nubes y nubelandia                                              |
| 1889      | Arthur Rücker                                                                         | Electricidad                                                    |
| 1890      | James Dewar                                                                           | Escarcha y fuego                                                |
| 1891      | John Gray McKendrick                                                                  | La vida en movimiento; o la máquina animal                      |
| 1892      | Robert Stawell Ball                                                                   | Astronomía                                                      |
| 1893      | James Dewar                                                                           | Aire: gaseoso y líquido                                         |
| 1894      | John Ambrose Fleming                                                                  | El trabajo de una corriente eléctrica                           |
| 1895      | John Gray McKendrick                                                                  | El sonido, el oído y el habla                                   |
| 1896      | Sylvanus Phillips Thompson                                                            | Luz, visible e invisible                                        |
| 1897      | Oliver Lodge                                                                          | Los principios del telégrafo eléctrico                          |
| 1898      | Robert Stawell Ball                                                                   | Astronomía                                                      |
| 1899      | Charles Vernon Boys                                                                   | Fluidos en movimiento y en reposo                               |
| 1900      | Robert Stawell Ball                                                                   | Grandes capítulos del libro de la Naturaleza                    |
| 1901      | John Ambrose Fleming                                                                  | Olas y ondas en el agua, el aire y el éter                      |
| 1902      | Henry Selby Hele-Shaw                                                                 | Locomoción: sobre la tierra, a través del agua y en el aire     |
| 1903      | Edwin Ray Lankester                                                                   | Animales extintos                                               |
| 1904      | Henry Cunynghame                                                                      | Métodos antiguos y modernos de medir el tiempo                  |
| 1905      | Herbert Hall Turner                                                                   | Astronomía                                                      |
| 1906      | William Duddell                                                                       | Señalización a Distance                                         |
| 1907      | David Gill                                                                            | Astronomía, vieja y nueva                                       |
| 1908      | W. Stirling                                                                           | La rueda de la vida                                             |
| 1909      | William Duddell                                                                       | Electricidad moderna                                            |
| 1910      | Sylvanus Phillips Thompson                                                            | Sonido: Musical y no musical                                    |
| 1911      | Peter Chalmers Mitchell                                                               | La niñez de los animales                                        |
| 1912      | James Dewar                                                                           | Epílogos de las Conferencias Navideñas                          |
| 1913      | Herbert Hall Turner                                                                   | Un viaje en el espacio                                          |
| 1914      | Charles Vernon Boys                                                                   | Ciencia en el hogar                                             |
| 1915      | Herbert Hall Turner                                                                   | Mensajes inalámbricos desde las estrellas                       |
| 1916      | A. Keith                                                                              | La máquina humana que todo debe trabajar                        |
| 1917      | John Ambrose Fleming                                                                  | Nuestros útiles sirvientes: electricidad y magnetismo           |
| 1918      | D'Arcy Wentworth Thompson                                                             | Los peces en el mar                                             |
| 1919      | William Henry Bragg                                                                   | El mundo del sonido                                             |
| 1920      | John Arthur Thomson                                                                   | Los lugares favoritos de la vida                                |
| 1921      | John Ambrose Fleming                                                                  | Ondas eléctricas y telefonía sin cables                         |
| 1922      | Herbert Hall Turner                                                                   | Seis pasos más en la escalera hacia las estrellas               |
| 1923      | William Henry Bragg                                                                   | Sobre la naturaleza de las cosas                                |
| 1924      | F. Balfour Browne                                                                     | Sobre los hábitos de los insectos                               |
| 1925      | William Henry Bragg                                                                   | Viejos comercios, nuevo conocimiento                            |
| 1926      | Archibald Vivian Hill                                                                 | Nervios y músculos: cómo sentimos y nos movemos                 |
| 1927      | Edward Andrade                                                                        | Motores                                                         |
| 1928      | A. Wood                                                                               | Ondas sonoras y sus usos                                        |
| 1929      | Stephen Glanville                                                                     | Cómo se hacían las cosas en el Antiguo Egipto                   |
| 1930      | A.M. Tyndall                                                                          | La chispa eléctrica                                             |
| 1931      | William Lawrence Bragg                                                                | El universo de luz                                              |
| 1932      | Alexander Oliver Rankine                                                              | Los círculos de las aguas                                       |
| 1933      | James Hopwood Jeans                                                                   | A través del espacio y del tiempo                               |
| 1934      | William Lawrence Bragg                                                                | Electricidad                                                    |
| 1935      | C.E.K. Mees                                                                           | Fotografía                                                      |
| 1936      | G.I. Taylor                                                                           | Barcos                                                          |
| 1937      | Julian Huxley                                                                         | Animales poco comunes y la desaparición de la vida salvaje      |
| 1938      | James Kendall                                                                         | Químicos jóvenes y grandes descubrimientos                      |
| 1939–1942 | No hubo conferencias debido a la Segunda Guerra Mundial                               | No hubo conferencias debido a la Segunda Guerra Mundial         |
| 1943      | Edward Andrade                                                                        | Vibraciones y ondas                                             |
| 1944      | Harold Spencer Jones                                                                  | Astronomía en nuestra vida diaria                               |
| 1945      | Robert Watson-Watt                                                                    | Sin cables                                                      |
| 1946      | H. Hartridge                                                                          | Los colores y cómo los vemos                                    |
| 1947      | Eric K. Rideal                                                                        | Reacciones químicas: cómo funcionan                             |
| 1948      | Frederic Bartlett                                                                     | La mente durante el trabajo y el juego                          |
| 1949      | Percy Dunsheath                                                                       | La corriente eléctrica                                          |
| 1950      | Edward Andrade                                                                        | Ondas y vibraciones                                             |
| 1951      | James Gray                                                                            | Cómo se mueven los animales                                     |
| 1952      | F. Sherwood Taylor                                                                    | Cómo ha crecido la ciencia                                      |
| 1953      | J.A. Ratcliffe                                                                        | Los usos de las ondas de radio                                  |
| 1954      | Frank Whittle                                                                         | La historia delpetróleo                                         |
| 1955      | Harry W. Melville                                                                     | Grandes moléculas                                               |
| 1956      | H. Baines                                                                             | Fotografía                                                      |
| 1957      | J. Huxley and J. Fisher                                                               | Aves                                                            |
| 1958      | J.A. Ratcliffe, J.M. Stagg, R.L.F. Boyd, Graham Sutton, G.E.R. Deacon, G. de Q. Robin | El año internacional geofísico                                  |
| 1959      | Thomas Allibone                                                                       | La liberación y uso de la energía nuclear                       |
| 1960      | V.E. Cosslett                                                                         | Ver lo muy pequeño                                              |
| 1961      | William Lawrence Bragg                                                                | Electricidad                                                    |
| 1962      | R.E.D. Bishop                                                                         | Vibración                                                       |
| 1963      | Ronald King                                                                           | Energía                                                         |
| 1964      | Desmond Morris                                                                        | Comportamiento animal                                           |
| 1965      | Bernard Lovell, Francis Smith, Martin Ryle, Antony Hewish                             | Exploración del universo                                        |
| 1966      | Eric Laithwaite                                                                       | El ingeniero en el país de las maravillas                       |
| 1967      | Richard L. Gregory                                                                    | El ojo inteligente                                              |
| 1968      | Philip Morrison                                                                       | Las leyes de Gulliver: la física de lo grande y lo pequeño      |
| 1969      | George Porter                                                                         | Máquinas del tiempo                                             |
| 1970      | John Napier                                                                           | Monos sin cola: El hombre visto desde arriba                    |
| 1971      | Charles Taylor                                                                        | Sonidos de la música: la ciencia de los tonos y la tonada       |
| 1972      | G.G. Gouriet                                                                          | Ondas en el éter: La ciencia de la radio comunicación           |
| 1973      | David Attenborough                                                                    | El lenguaje de los animales                                     |
| 1974      | Eric Laithwaite                                                                       | El ingeniero a través del espejo                                |
| 1975      | Heinz Wolff                                                                           | Señales desde el interior                                       |
| 1976      | George Porter                                                                         | La historia natural de un rayo de Sol                           |
| 1977      | Carl Sagan                                                                            | Los planetas                                                    |
| 1978      | Erik Christopher Zeeman                                                               | Matemáticas en imágenes                                         |
| 1979      | E.M. Rogers                                                                           | Átomos para urdir mentes: Un circo de experimentos              |
| 1980      | David Chilton Phillips con Max Perutz en la Conferencia 5                             | La gallina, el huevo y las moléculas                            |
| 1981      | Reginald Victor Jones                                                                 | De la Carta Magna al microchip                                  |
| 1982      | Colin Blakemore                                                                       | Sentido común                                                   |
| 1983      | Leonard Maunder                                                                       | Máquinas en movimiento                                          |
| 1984      | Walter Bodmer                                                                         | El mensaje de los genes                                         |
| 1985      | John David Pye                                                                        | Comunicarse                                                     |
| 1986      | Lewis Wolpert                                                                         | La búsqueda de Frankenstein: El desarrollo de la vida           |
| 1987      | John Meurig Thomas y David Phillips                                                   | Cristales y láseres                                             |
| 1988      | Gareth Roberts                                                                        | La casa del futuro                                              |
| 1989      | Charles Taylor                                                                        | Explorar la música                                              |
| 1990      | Malcolm Longair                                                                       | Orígenes                                                        |
| 1991      | Richard Dawkins                                                                       | Creciendo en el universo                                        |
| 1992      | Charles J.M. Stirling                                                                 | Nuestro mundo a través del espejo                               |
| 1993      | Frank Close                                                                           | La cebolla cósmica                                              |
| 1994      | Susan Greenfield                                                                      | Viaje al centro del cerebro                                     |
| 1995      | James Jackson                                                                         | Planeta Tierra, una guía para exploradores                      |
| 1996      | Simon Conway Morris                                                                   | La Historia en nuestros huesos                                  |
| 1997      | Ian Stewart                                                                           | El laberinto mágico                                             |
| 1998      | Nancy Rothwell                                                                        | Seguir viviendo                                                 |
| 1999      | Neil F. Johnson                                                                       | Flechas de tiempo                                               |
| 2000      | Kevin Warwick                                                                         | El ascenso de los robots                                        |
| 2001      | John Sulston                                                                          | Los secretos de la vida                                         |
| 2002      | Tony Ryan                                                                             | Cosas listas                                                    |
| 2003      | Monica Grady                                                                          | Viaje en el espacio y el tiempo                                 |
| 2004      | Lloyd Peck                                                                            | Hasta el final de la Tierra: Sobrevivir extremos antárticos     |
| 2005      | John Krebs                                                                            | La verdad sobre la comida                                       |
| 2006      | Marcus du Sautoy                                                                      | Los mi5terios de los númer8s                                    |
| 2007      | Hugh Montgomery                                                                       | De regreso del borde: La ciencia de la supervivencia            |
| 2008      | Christopher Bishop                                                                    | Caminata de alta tecnología                                     |
| 2009      | Sue Hartley                                                                           | La guerra de los 300 millones de años                           |
| 2010      | Mark Miodownik                                                                        | El tamaño importa                                               |
| 2011      | Bruce Hood                                                                            | Conoce tu cerebro                                               |
| 2012      | Peter Wothers                                                                         | Alquimia Moderna                                                |
| 2013      | Alison Woollard                                                                       | Vida Fantástica                                                 |
| 2014      | Danielle George                                                                       | Chispas volaran                                                 |
| 2015      | Kevin Fong                                                                            | Como sobrevivir en el espacio                                   |
| 2016      | Saiful Islam                                                                          | Deja que haya luz                                               |
| 2017      | Sophie Scott                                                                          | El lenguaje de la vida                                          |